# Södra Råda socken
Södra Råda socken i Värmland ingick i Visnums härad, ingår sedan 1971 i Gullspångs kommun och motsvarar från 2016 Södra Råda distrikt.
Socknens areal är 60,19 kvadratkilometer varav 43,50 land. År 2000 fanns här 481 invånare. En mindre del av tätorten Gullspång, den tidigare sockenkyrkan Södra Råda gamla kyrka, nedbränd 2001, samt den nuvarande sockenkyrkan Södra Råda nya kyrka ligger i socknen.   

## Administrativ historik
Socknen har medeltida ursprung. Namnet var före 1 januari 1886 (namnet ändrades enligt beslut den 17 april 1885) Råda socken.
Vid kommunreformen 1862 övergick socknens ansvar för de kyrkliga frågorna till Södra Råda församling och för de borgerliga frågorna bildades Södra Råda landskommun. Landskommunen inkorporerades 1952 i Visnums landskommun som upplöstes 1971. Området överfördes då 1971 till Gullspångs kommun och länstillhörigheten ändrades till Skaraborgs län, samtidigt som församlingen överfördes till Skara stift. Församlingen uppgick 2006 i Amnehärads församling.
1 januari 2016 inrättades distriktet Södra Råda, med samma omfattning som församlingen hade 1999/2000.
Socknen har tillhört län, fögderier, tingslag och domsagor enligt vad som beskrivs i artikeln Visnums härad. De indelta soldaterna tillhörde Närkes regemente, Visnums kompani.

## Geografi
Södra Råda socken ligger nordost om Mariestad med Vänern i väster, sjön Skagern i öster och Gullspångsälven i söder. Socknen är en odlingsbygd med inslag av skog.

## Fornlämningar
Cirka 15 boplatser från stenåldern har påträffats. Från bronsåldern finns spridda gravrösen. Från järnåldern finns ett gravfält.

## Namnet
Namnet skrevs 1346 Rudha och innehåller plural av rud, 'röjning'.

## Befolkningsutveckling
| Befolkningsutvecklingen i Södra Råda socken 1750–1990                                                    | Befolkningsutvecklingen i Södra Råda socken 1750–1990 | Befolkningsutvecklingen i Södra Råda socken 1750–1990 | Befolkningsutvecklingen i Södra Råda socken 1750–1990 | Befolkningsutvecklingen i Södra Råda socken 1750–1990 |
| --- | ----------------------------------------------------- | ----------------------------------------------------- | ----------------------------------------------------- | ----------------------------------------------------- |
| |                                                       |                                                       |                                                       |                                                       |
| År |                                                       |                                                       | Folkmängd                                             |                                                       |
| 1750 | 1750                                                  |                                                       | 852                                                   |                                                       |
| 1760 | 1760                                                  |                                                       | 906                                                   |                                                       |
| 1769 | 1769                                                  |                                                       | 877                                                   |                                                       |
| 1780 | 1780                                                  |                                                       | 793                                                   |                                                       |
| 1790 | 1790                                                  |                                                       | 864                                                   |                                                       |
| 1800 | 1800                                                  |                                                       | 944                                                   |                                                       |
| 1810 | 1810                                                  |                                                       | 959                                                   |                                                       |
| 1820 | 1820                                                  |                                                       | 1 009                                                 |                                                       |
| 1830 | 1830                                                  |                                                       | 1 052                                                 |                                                       |
| 1840 | 1840                                                  |                                                       | 1 224                                                 |                                                       |
| 1850 | 1850                                                  |                                                       | 1 498                                                 |                                                       |
| 1860 | 1860                                                  |                                                       | 1 651                                                 |                                                       |
| 1870 | 1870                                                  |                                                       | 1 672                                                 |                                                       |
| 1880 | 1880                                                  |                                                       | 1 611                                                 |                                                       |
| 1890 | 1890                                                  |                                                       | 1 424                                                 |                                                       |
| 1900 | 1900                                                  |                                                       | 1 408                                                 |                                                       |
| 1910 | 1910                                                  |                                                       | 1 342                                                 |                                                       |
| 1920 | 1920                                                  |                                                       | 1 232                                                 |                                                       |
| 1930 | 1930                                                  |                                                       | 1 086                                                 |                                                       |
| 1940 | 1940                                                  |                                                       | 938                                                   |                                                       |
| 1950 | 1950                                                  |                                                       | 878                                                   |                                                       |
| 1960 | 1960                                                  |                                                       | 751                                                   |                                                       |
| 1970 | 1970                                                  |                                                       | 530                                                   |                                                       |
| 1980 | 1980                                                  |                                                       | 527                                                   |                                                       |
| 1990 | 1990                                                  |                                                       | 485                                                   |                                                       |
| Anm: Källor: Umeå universitet - Tabellverket 1749-1859, Demografiska databasen, CEDAR, Umeå universitet. |                                                       |                                                       |                                                       |                                                       |